# Serra da Canda
A Serra da Canda é uma cadeia montanhosa localizada nas províncias do Uíge e Zaire, em Angola.
Em conjunto com a Serra do Cusso, a Serra da Canda separa as bacias dos rios Loge e Mebridege.
Faz parte das formações atualmente conhecidas como Bordaduras Planálticas do Congo, que inclui o perímetro das serras do Cusso, Mucaba, Topo, Quimbunda, Quilombo, Caú, Nezolo, Lêmboa e Bite-Bite. As formações eram, até meados do século XX, designadas por Montes de Cristal.